# Evansville (Indiana)
Evansville é uma cidade americana situada no estado de Indiana. É a sede do Condado de Vanderburgh.

## História
Fundada por imigrantes há cerca de 200 anos, a cidade de Evansville está situada numa suave curva do rio Ohio. Como testemunho da grandeza do Ohio, os primeiros exploradores franceses chamaram-na La Belle Riviére ("o fio formoso"). Em 27 de março de 1812 Hugh McGary, Júnior, comprou as terras  Em 1814, para atrair pessoas, McGary rebatizou a localidade "Evansville" em homenagem ao coronel Robert Morgan Evans (1783-1844), oficial às ordens do então general William Henry Harrison na guerra de 1812.

## Demografia
Segundo o censo nacional de 2020, a sua população é de 117 298 habitantes. É a terceira cidade mais populosa de Indiana. Tinha, no ano 2010, 57 799 residências, que resulta em uma densidade de 505,47 residências/km².

## Economia

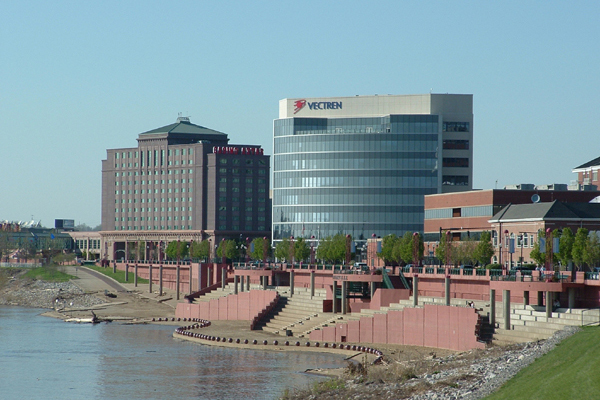
Panorama de Evansville, Indiana

Evansville foi durante muito tempo um centro industrial (madeira inicialmente, depois a indústria automóvel, indústria química e produção de alumínio). O carvão é primordial para abastecer as centrais de energia do Indiana. Na década de 1920 era a segunda cidade em  produção de caminhões pesados nos Estados Unidos. Durante a Segunda Guerra Mundial foram montadas barcaças que serviram para o desembarque aliado na Normandia de 6 de junho de 1944. Uma fábrica da construtora Toyota estabeleceu-se em 1998. A cidade experimentou muitas mudanças na década de 2000: há novos edifícios como o New Old National Bank ou o do grupo de energia Vedna.

## Cidades-irmãs
- Osnabrück, Alemanha
- Tochigi, Japão